# 杰伊普尔
杰伊普尔（Jeypur），是印度奥里萨邦Koraput县的一个城镇。总人口76560（2001年）。

## 人口
该地2001年总人口76560人，其中男性38890人，女性37670人；0—6岁人口9017人，其中男4621人，女4396人；识字率68.86%，其中男性为76.02%，女性为61.47%。